# مورادی
مورادْیْ (به مجاری:  Mórágy) یک شهرداری در مجارستان است که در ناحیه بونیهاد واقع شده‌است. مورادی ۱۷٫۶ کیلومتر مربع مساحت و ۷۲۰ نفر جمعیت دارد.